# Niedersächsischer Judo-Verband
Der Niedersächsischer Judo-Verband e.V. (NJV) ist der Landesverband der Judo-Vereine Niedersachsens und deren Judoka. Der NJV ist Mitglied im Deutschen Judo-Bund (DJB).

## Präsidium
Das Präsidium des NJV besteht aus fünf Personen:
- Präsident: Julian Jelinsky
- Vizepräsident Leistungssport: Christian Bebek
- Vizepräsidentin Breitensport: Meike Ahrenhold
- Vizepräsident Finanzen: Kevin Piehl
- Vizepräsident Jugend: Thorben Schulz

## Untergliederungen
Der NJV ist in vier Bezirksfachverbände (BFV) und in denen untergliederten Regionen und Kreise eingeteilt. Die Regionen und Kreise sind in den Gebieten der Landkreise und Kreisfreien Städte aktiv.
- Bezirk Braunschweig
  - Judo-Region Südniedersachsen (Landkreis Göttingen (Der Landkreis Göttingen hat 2016 mit dem Landkreis Osterode fusioniert), Landkreis Northeim)
  - Judo-Region Braunschweig (Stadt Braunschweig, Landkreis Gifhorn, Landkreis Helmstedt, Landkreis Peine, Stadt Salzgitter, Landkreis Wolfenbüttel, Stadt Wolfsburg)
- Bezirk Hannover
  - Judo-Region Hannover (Region Hannover)
  - Judo-Region Weser-Leine-Bergland (Landkreis Hameln-Pyrmont, Landkreis Hildesheim, Landkreis Holzminden, Landkreis Schaumburg)
  - Kreis Nienburg (Landkreis Nienburg/Weser)
  - Kreis Diepholz (Landkreis Diepholz)
- Bezirk Lüneburg-Stade
  - Arbeitskreis Ostheide (Landkreis Lüchow-Dannenberg, Landkreis Lüneburg, Landkreis Uelzen)
  - Arbeitskreis Stade/Cuxhaven (Landkreis Cuxhaven, Landkreis Stade)
  - Arbeitskreis Verden/Rotenburg/Osterholz (Landkreis Verden, Landkreis Rotenburg (Wümme), Landkreis Osterholz)
  - Arbeitskreis Celle (Landkreis Celle)
  - Kreis Harburg-Land (Landkreis Harburg)
  - Fachverband Heideregion (Heidekreis)
- Bezirk Weser-Ems
  - Arbeitskreis Bentheim/Emsland (Landkreis Grafschaft Bentheim, Landkreis Emsland)
  - Arbeitskreis Oldenburg (Oldenburg (Oldb), Landkreis Oldenburg, Landkreis Ammerland, Landkreis Cloppenburg, Stadt Delmenhorst, Landkreis Vechta, Landkreis Wesermarsch, Stadt Wilhelmshaven)
  - Arbeitskreis Osnabrück (Stadt Osnabrück, Landkreis Osnabrück)
  - Arbeitskreis Ostfriesland (Landkreis Aurich, Stadt Emden, Landkreis Friesland, Landkreis Leer, Landkreis Wittmund)

Die Gebiete der Bezirksfachverbände sind deckungsgleich, mit den bis 2005 in Niedersachsen bestehenden Regierungsbezirken Braunschweig, Hannover, Lüneburg, Weser-Ems

## Olympioniken aus dem NJV
- Tokio 1964
  - Klaus Glahn, offene Gewichtsklasse, 3. Platz
- München 1972
  - Klaus Glahn, +93 kg und offene Gewichtsklasse, 2. Platz (+93 kg) und 5. Platz (offen)
- Montreal 1976
  - Fred Marhenke, -90 kg, 5. Platz
- Los Angeles 1984
  - Frank Wieneke, -78 kg, 1. Platz
  - Alexander von der Groeben, +95 kg, 9. Platz
  - James Rohleder, -65 kg, 14. Platz
  - Süheyl Yesilnur, -78 kg
- Seoul 1988
  - Frank Wieneke, -78 kg, 2. Platz
  - Alexander von der Groeben, +95 kg, 19. Platz
  - Steffen Stranz, -71 kg, 5. Platz
- Barcelona 1992
  - Frauke Eickhoff, -91 kg, 5. Platz
  - Detlef Knorrek, -95 kg, 32. Platz
- Atlanta 1996
  - Anja von Rekowski, -66 kg, 14. Platz
  - Detlef Knorrek, -95 kg, 21. Platz
- Sydney 2000
  - Oliver Gussenberg, - 60 kg, 21. Platz
  - Anja von Rekowski, -63 kg, 5. Platz
- Athen 2004
  - Julia Matijass, -48 kg, 3. Platz
  - Oliver Gussenberg, -60 kg, 7. Platz
- London 2012
  - Christophe Lambert, -90 kg, 17. Platz
  - Dimitri Peters, -100 kg, 3. Platz
- Rio 2016
  - Igor Wandtke, -73 kg, 17. Platz
  - André Breitbarth, +100 kg, 17. Platz
- Tokio 2020
  - Igor Wandtke, -73 kg, 17. Platz
  - Giovanna Scoccimarro, -70 kg, 5. Platz
- Paris 2024
  - Igor Wandtke, -73 kg
  - Pauline Starke, -57 kg

## Aus- und Fortbildungen
Der NJV bietet verschiedene Ausbildungsangebote an. So z. B. die Ausbildung Trainerlizenz-C des Deutschen Olympischen Sportbunds (DOSB), Ausbildung Assistenztrainer und Kyu/Dan Prüfungen.
Allerdings auch Fortbildungen, z. B. zur Verlängerung der Trainer-C Lizenz, bietet der NJV an.